# Afrika-Cup 1982/Qualifikation
Insgesamt 35 Mannschaften meldeten sich zur Teilnahme am  Afrika-Cup 1982 in Libyen. 
Die Qualifikation ging über drei K.o.-Runden. Fünf Mannschaften traten zur Qualifikation nicht an. Gastgeber und Titelverteidiger waren von den Qualifikationsspielen befreit.

## Qualifikationsspiele

### Vorausscheidung
|                  | Ergebnis |                      |
| ---------------- | -------- | -------------------- |
| Algerien         |          | Freilos              |
| Obervolta        |          | Freilos              |
| Gabun            |          | Freilos              |
| Kamerun          |          | Freilos              |
| Togo             |          | Freilos              |
| Tansania         |          | Freilos              |
| Ghana            |          | Freilos              |
| Zaire            |          | Freilos              |
| Äthiopien        |          | Freilos              |
| Ruanda           |          | Uganda zurückgezogen |
| Sambia           |          | Freilos              |
| Tunesien         |          | Freilos              |
| Äquatorialguinea |          | Benin zurückgezogen  |
| Guinea           |          | Freilos              |
| Marokko          |          | Freilos              |
| Ägypten          |          | Freilos              |
| Kenia            |          | Freilos              |

| Datum   |             | Ergebnis |             |
| ------- | ----------- | -------- | ----------- |
|         | Mali        | 2:0      | Mauretanien |
|         | Mauretanien | 2:1      | Mali        |
| Gesamt: | Mali        | 3:2      | Mauretanien |

| Datum   |            | Ergebnis  |            |
| ------- | ---------- | --------- | ---------- |
|         | Madagaskar | 0:0       | Mauritius  |
|         | Mauritius  | 1:1       | Madagaskar |
| Gesamt: | Madagaskar | (a)1:1(a) | Mauritius  |

| Datum   |                     | Ergebnis  |                     |
| ------- | ------------------- | --------- | ------------------- |
|         | Angola              | 1:1       | Volksrepublik Kongo |
|         | Volksrepublik Kongo | 0:0       | Angola              |
| Gesamt: | Angola              | (a)1:1(a) | Volksrepublik Kongo |

| Datum   |          | Ergebnis |          |
| ------- | -------- | -------- | -------- |
|         | Mosambik | 6:1      | Lesotho  |
|         | Lesotho  | 2:1      | Mosambik |
| Gesamt: | Mosambik | 7:3      | Lesotho  |

| Datum   |         | Ergebnis  |         |
| ------- | ------- | --------- | ------- |
|         | Liberia | 0:0       | Gambia  |
|         | Gambia  | 1:1       | Liberia |
| Gesamt: | Liberia | (a)1:1(a) | Gambia  |

| Datum   |          | Ergebnis |          |
| ------- | -------- | -------- | -------- |
|         | Malawi   | 0:1      | Simbabwe |
|         | Simbabwe | 1:1      | Malawi   |
| Gesamt: | Malawi   | 1:2      | Simbabwe |

| Datum   |              | Ergebnis |              |
| ------- | ------------ | -------- | ------------ |
|         | Senegal      | 2:0      | Sierra Leone |
|         | Sierra Leone | 1:2      | Senegal      |
| Gesamt: | Senegal      | 4:1      | Sierra Leone |

### Erste Hauptrunde
|            | Ergebnis |                                |
| ---------- | -------- | ------------------------------ |
| Obervolta  |          | Gabun zurückgezogen            |
| Madagaskar |          | Tansania zurückgezogen         |
| Guinea     |          | Äquatorialguinea zurückgezogen |

| Datum   |          | Ergebnis |          |
| ------- | -------- | -------- | -------- |
| 1981    | Algerien | 5:1      | Mali     |
| 1981    | Mali     | 3:0      | Algerien |
| Gesamt: | Algerien | 5:4      | Mali     |

| Datum   |         | Ergebnis |         |
| ------- | ------- | -------- | ------- |
| 1981    | Kamerun | 4:0      | Togo    |
| 1981    | Togo    | 2:2      | Kamerun |
| Gesamt: | Kamerun | 6:2      | Togo    |

| Datum   |                     | Ergebnis |                     |
| ------- | ------------------- | -------- | ------------------- |
| 1981    | Ghana               | 1:1      | Volksrepublik Kongo |
| 1981    | Volksrepublik Kongo | 0:1      | Ghana               |
| Gesamt: | Ghana               | 2:1      | Volksrepublik Kongo |

| Datum   |          | Ergebnis |          |
| ------- | -------- | -------- | -------- |
| 1981    | Zaire    | 2:1      | Mosambik |
| 1981    | Mosambik | 3:3      | Zaire    |
| Gesamt: | Zaire    | 5:4      | Mosambik |

| Datum   |           | Ergebnis        |           |
| ------- | --------- | --------------- | --------- |
| 1981    | Äthiopien | 1:0             | Ruanda    |
| 1981    | Ruanda    | 1:0             | Äthiopien |
| Gesamt: | Äthiopien | 1:1 (4:3 i. E.) | Ruanda    |

| Datum   |         | Ergebnis |         |
| ------- | ------- | -------- | ------- |
| 1981    | Marokko | 3:1      | Liberia |
| 1981    | Liberia | 0:5      | Marokko |
| Gesamt: | Marokko | 8:1      | Liberia |

| Datum   |          | Ergebnis |          |
| ------- | -------- | -------- | -------- |
| 1981    | Simbabwe | 0:1      | Sambia   |
| 1981    | Sambia   | 2:0      | Simbabwe |
| Gesamt: | Simbabwe | 0:3      | Sambia   |

| Datum   |          | Ergebnis |          |
| ------- | -------- | -------- | -------- |
| 1981    | Tunesien | 1:0      | Senegal  |
| 1981    | Senegal  | 0:0      | Tunesien |
| Gesamt: | Tunesien | 1:0      | Senegal  |

| Datum   |         | Ergebnis |         |
| ------- | ------- | -------- | ------- |
| 1981    | Kenia   | 3:5      | Ägypten |
| 1981    | Ägypten | 2:0      | Kenia   |
| Gesamt: | Kenia   | 3:7      | Ägypten |

### Zweite Hauptrunde
|          | Ergebnis |                         |
| -------- | -------- | ----------------------- |
| Tunesien |          | Ägypten zog sich zurück |

| Datum   |           | Ergebnis |           |
| ------- | --------- | -------- | --------- |
| 1981    | Algerien  | 7:0      | Obervolta |
| 1981    | Obervolta | 1:1      | Algerien  |
| Gesamt: | Algerien  | 8:1      | Obervolta |

| Datum   |            | Ergebnis |            |
| ------- | ---------- | -------- | ---------- |
| 1981    | Kamerun    | 5:1      | Madagaskar |
| 1981    | Madagaskar | 2:1      | Kamerun    |
| Gesamt: | Kamerun    | 6:3      | Madagaskar |

| Datum   |       | Ergebnis |       |
| ------- | ----- | -------- | ----- |
| 1981    | Ghana | 2:2      | Zaire |
| 1981    | Zaire | 1:2      | Ghana |
| Gesamt: | Ghana | 4:3      | Zaire |

| Datum   |           | Ergebnis  |           |
| ------- | --------- | --------- | --------- |
| 1981    | Guinea    | 2:2       | Äthiopien |
| 1981    | Äthiopien | 1:1       | Guinea    |
| Gesamt: | Guinea    | (a)3:3(a) | Äthiopien |

| Datum   |         | Ergebnis |         |
| ------- | ------- | -------- | ------- |
| 1981    | Marokko | 2:1      | Sambia  |
| 1981    | Sambia  | 2:0      | Marokko |
| Gesamt: | Marokko | 2:3      | Sambia  |

automatisch qualifiziert:
- Nigeria (Titelverteidiger)
- Libyen (Gastgeber)